# Heliconius mimulinus
Heliconius mimulinus är en fjärilsart som beskrevs av Butler 1873. Heliconius mimulinus ingår i släktet Heliconius och familjen praktfjärilar. Inga underarter finns listade i Catalogue of Life.